# 日本大学三島キャンパス

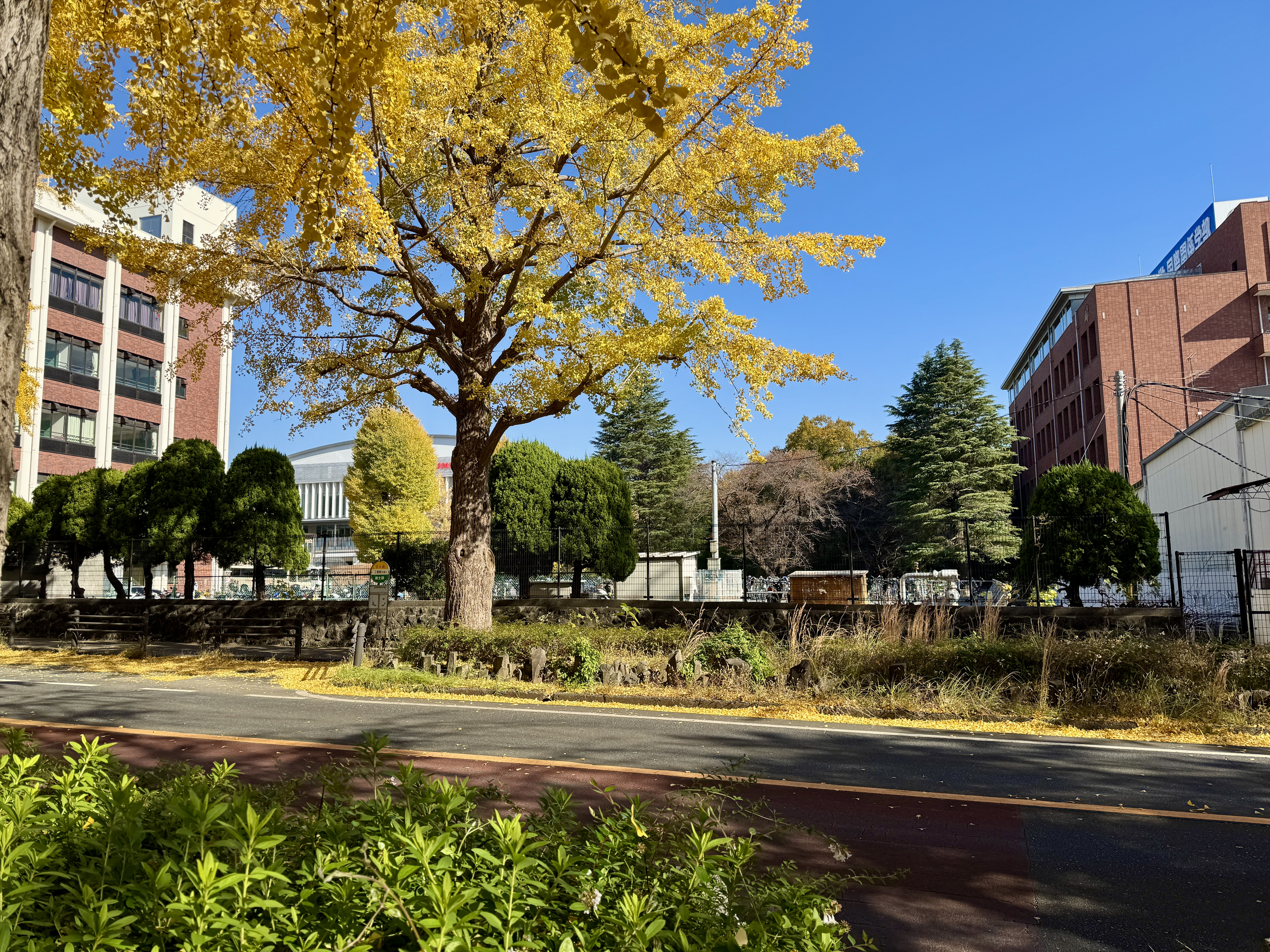
日本大学三島キャンパス（2024年12月）

日本大学三島キャンパス（にほんだいがくみしまキャンパス、英称：Nihon University Mishima Campus）は、静岡県三島市文教町2-31-145と静岡県三島市文教町1-9-18に所在する日本大学のキャンパスの一つである。略称は日大三島（にちだいみしま）。
学部と研究科、日本大学短期大学部、高校、中学校が設置されている。

## 概要
学部は国際関係学部、大学院の国際関係研究科。短期大学部のビジネス教養学科、食物栄養学科、専攻科食物栄養学科。中学校・高校として男女共学の日本大学三島高等学校・中学校が設置されている。本キャンパスに設置されている日本大学国際関係学部は、日本初の国際関係学部である。

## 施設
キャンパスが本校舎と北口校舎の2箇所に分かれている。同じ町内であるため互いの校舎間は徒歩15分前後で行き来可能である。
2024年（令和6年）現在、5つの大学校舎と2つの高等学校・中学校校舎、3つの体育館、大学事務施設（本館）、テニスコート、プール、図書館、部室棟が存在している。1号館、4号館、8号館は現存しない。また、本校舎の敷地内で図書館兼管理棟（仮称）が建設中である。
過去にはモスバーガーや紀伊國屋書店（ブックセンター）、ヤマザキショップがキャンパス内に出店していたが、一部校舎の取り壊しに伴い撤退し、現在出店しているのはファミリーマートのみである。
また、以前15号館6階に存在したカフェテリアは現在閉鎖されている。

## 前史
終戦後、現在の日本大学文理学部（世田谷キャンパス）にあった日本大学世田谷予科は一部校舎が焼失した上、学徒復員によって施設が不足していた。そのため、日本政府に返還予定であった連合国軍管理下の野戦重砲兵第2連隊跡地の払い下げを政府に申請した。
1946年（昭和21年）5月に野戦重砲兵第3連隊の南側の兵舎を借用し、三島予科を開校した。その後に旧軍用地が日本政府に返還され、払い下げの配分について日本大学と三島市、国鉄の三者で協議が行われた。その結果、日本大学には第2連隊北側の敷地及び建物が払い下げられ、1947年（昭和22年）3月に借用していた兵舎から引越し、同年4月8日に新校地で入学式が行われた。

## 沿革
- 1946年（昭和21年）
  - 5月 - 終戦に伴い不要となった野戦重砲兵第3連隊の南側の兵舎を借用。
  - 6月15日 - 旧制大学予科（文科および理科甲類の一部のみ）を三島校舎に開設（日本大学三島予科）。
- 1947年（昭和22年）
  - 3月 - 借用していた兵舎から現在の本校舎の敷地に移設。
  - 4月8日 - 新校地で入学式を実施。
- 1949年（昭和24年）4月 - 新学制発足に伴い、日本大学三島予科が日本大学三島教養部となる。
- 1950年（昭和25年）4月 - 短期大学経済科（第一部、第二部）を設置。
- 1952年（昭和27年）
  - 3月 - 短期大学経済科を商経科と名称変更。
  - 10月 - 日本大学短期大学が日本大学短期大学部と名称変更。
- 1955年（昭和30年）4月 - 岩手医科大学の委託を受け、同大学進学課程（プレメディカル）の一般教育を三島にて開始。
- 1958年（昭和33年）
  - 1月 - 法学部・文理学部・経済学部・商学部・理工学部の各学部の一般教育を一ヵ年に限り（従来は理工を除く二ヵ年）を世田谷（旧日本大学高等師範部）・三島両校舎で実施。
  - 4月 - 日本大学三島高等学校（以下、三島高校）創設、日本大学三島教養部が文理学部三島校舎となる。
- 1959年（昭和34年）
  - 1月 - 短期大学部に栄養科を増設。
  - 4月 - 三島高校普通科女子増設
- 1962年（昭和37年）3月 - 短期大学部の栄養科を家政科に名称変更。
- 1963年（昭和38年）4月 - 三島生活科学研究所設置（現・国際関係学部生活科学研究所）。
- 1964年（昭和39年）1月 - 短期大学部に建築科・機械科を増設。
- 1966年（昭和41年）
  - 3月 - 岩手医科大学の進学課程設置に伴い、委託教育終了。
  - 4月 - 短期大学部に文科（国文専攻・英文専攻）設置。
- 1967年（昭和42年）4月 - 短期大学部家政科を食物栄養・家政の２専攻に改称、定員変更
- 1978年（昭和53年）- 短期大学部商経科（第一部）、定員変更
- 1979年（昭和54年）
  - 4月 - 国際関係学部開設。国際関係学科、国際文化学科を置く。
  - 10月 - 国際関係学部図書館が国連寄託図書館に指定。
- 1980年（昭和55年）7月 - 国際関係学部国際関係研究所設置。
- 1983年（昭和58年）4月 - 日本大学大学院に国際関係研究科を設置。修士課程のみ。
- 1985年（昭和60年）
  - 11月 - 国際関係学部図書館がEC資料センターに認可。
  - 12月 - 国際関係学部国際関係学科、国際文化学科を定員変更（平成4年までの期間を付した臨時定員変更）
- 1988年（昭和63年）
  - 3月 - 文理学部三島校舎廃止。
  - 4月 - 法学部三島校舎設置、三島高校普通科に特別進学クラス設置。
- 1989年（平成元年）
  - 1月 - 三島高校校歌発表会挙行。
  - 4月 - 三島高校に文理クラス設置。
- 1990年（平成2年）4月 短期大学部家政科を生活文化学科、家政専攻を生活文化専攻、文科を文学科、商経科（第一部、第二部）を商経学科（第一部、第二部）と名称変更。
- 1992年（平成4年）
  - 3月 - 法学部三島校舎廃止。
  - 4月 - 国際関係学部国際関係学科、国際文化学科を定員変更（1999年度まで）。
- 1993年（平成5年）4月 - 短期大学文学科、商経学科（第一部）を7年間に限り定員変更。
- 1994年（平成6年）4月 - 三島高校にて新1年生より男女共学制実施。
- 1996年（平成8年）4月 - 大学院国際関係研究科に博士後期課程を設置。
- 1999年（平成11年）4月 - 国際関係学部に国際交流学科、国際ビジネス情報学科を増設。
- 2000年（平成12年）
  - 3月 - 短期大学部文学科（国文専攻、英文専攻）・商経学科（第二部）・生活文化学科(生活文化専攻)廃止。
  - 4月 - 短期大学部商経学科(第一部)を商経学科に改称。
- 2001年（平成13年）4月 - 生活文化学科食物栄養専攻を食物栄養学科に改称。
- 2003年（平成15年）4月 - 日本大学三島中学校開校。
- 2004年（平成16年）4月 - 三島高校普通科文理クラスを特別進学クラスに統合。
- 2009年（平成21年） - 国際関係学部創設30周年。30周年記念コンセプトフレーズを学生の中から募集し、「ここは小さな地球 ここから見えるは確かな未来」に決定した[12]。
- 2011年（平成23年）-  国際関係学部の国際関係学科と国際ビジネス情報学科を国際総合政策学科、国際文化学科と国際交流学科を国際教養学科に改組。
- 2012年（平成24年）3月 - 三島駅北口校舎完成[13]。
- 2013年（平成25年） - 短期大学部商経学科をビジネス教養学科に名称変更。
- 2016年（平成28年）6月 - 4号館跡地に総合体育館（桜アリーナ）完成[14]。
- 2022年（令和4年）4月 - 三島高校に総合進学コース・アカデミックコース・グローバル留学コース・アスリートコースを設置
- 2023年（令和5年） 11月27日 ファミリーマート 日本大学国際関係学部／S（サテライト）店がキャンパス内に開店[15]。

## 学問分野・研究院

### 学部
2011年（平成23年）に学科の改組が行われており、以下2学科はその際の合併で誕生したものである。
- 国際関係学部（1978年設置）
  - 国際総合政策学科 （国際関係学科＋国際ビジネス情報学科→国際総合政策学科）
    - 国際関係コース
    - 国際ビジネスコース
    - グローバルスタディコース
    - グローバル観光コース

  - 国際教養学科 （国際文化学科＋国際交流学科→国際教養学科）
    - 国際文化コース
    - 国際コミュニケーションコース
    - グローバルスタディコース
    - グローバル観光コース

### 研究科
- 国際関係研究科

### 短期大学部
- ビジネス教養学科 （商学科（第一部）→商経学科→ビジネス教養学科）
- 食物栄養学科（2025年（令和7年）度から募集停止[17]）（食物栄養専攻→食物栄養学科）
- 専攻科食物栄養学科（2027年（令和9年）度から募集停止[17]）

### 廃止された学部、学科
- 文理学部（三島校舎）
- 法学部（三島校舎）

### 廃止された短期大学部
- 商経学科（第二部）（2000年3月廃止）
- 生活文化学科（2000年3月廃止）
- 生活文化専攻（2000年3月廃止）
- 文学科国文専攻、英文専攻（2000年3月廃止）
- 建築科・機械科（1980年8月廃止）

## 所在地
交通アクセス
- 本校舎 - JR東海東海道新幹線・東海道本線、伊豆箱根鉄道駿豆線三島駅から徒歩15分
- 三島駅北口校舎 - 三島駅西口から徒歩30秒